# Буриан, Эмиль
Эмиль Франтишек Буриан (чеш. Emil František Burian; 11 июня 1904, Пльзень — 9 августа 1959, Прага) — чехословацкий режиссёр, драматург, композитор, поэт, публицист. Член КПЧ с 1923 года. Народный художник Чехословакии (1954).
Вместе с  Йиржи Фрейкой и Й. Гонзлем считается 
представителем чешского театрального авангарда, один из зачинателей политического театра Чехословакии.

## Биография
Родился в семье музыкантов, его отец Эмиль был певцом-баритоном, дядя Карел — тенор, известный по выступлениям в операх Вагнера.
В молодости был членом авангардистской группы деятелей искусства «Девятисил» (Devětsil). Поддерживал левое движение, в 1923 вступил в ряды Коммунистической партии Чехословакии. В 1926—1927 работал в «Osvobozené divadlo» (Освобожденный (Свободный) театр).
В 1933 году основал театр «D 34» в Праге (ныне Театр носит имя Э. Ф. Буриана).
В годы Второй мировой войны с 1940 по 1945 — узник нацистских концлагерей Терезин, Дахау и Нойенгамме. 3 мая 1945 ему чудом удалось спастись после атаки британских ВВС на немецкий корабль с узниками концлагерей «Кап Аркона».
После окончания войны возобновил деятельность своего театра, теперь под названием «D 46» (1946) . В последующем активно сотрудничал со многими театрами страны. После прихода к власти коммунистов в феврале 1948 года, был избран членом Чехословацкого парламента.
В 1958 году посетил Советский Союз. Под влиянием хрущёвской критики культа личности Сталина и его преступлений, выступил с самокритичной речью в Испанском зале Пражского Града.
Умер при невыясненных обстоятельствах 9 августа 1959 года, находясь в государственном санатории в Праге, по заключению врачей от печеночной недостаточности.

## Творчество
Знаменитый режиссёр-постановщик театральных спектаклей, кинофильмов, опер, балета, выставок современного искусства. В своих постановках важную роль всегда отводил музыкальным эффектам. В числе его работ — «Бал манекенов» Б. Ясенского (1934-мировая премьера), «Трёхгрошовая опера» Б. Брехта (в 1934 и 1955), классические драмы Шекспира, в том числе, «Венецианский купец» (1934) и произведения чешских писателей и др.
Э. Буриан сочинил шесть опер, пять балетов, ряд симфонических и вокальных циклов для голоса и джаз-оркестра, Реквием для джаз-оркестра и вокальной группы, кантаты, камерную музыку, музыку для театра и кино.

## Избранные произведения

### Балеты
- Фагот и флейта /Fagot a flétna (1920)
- Автобус / Autobus (1928)

### Оперы
- Алладин и Паломид / Alladina a Palomid (1923),
- Перед восходом солнца / Před slunce východem (1925),
- Бубу с Монпарнаса / Bubu z Montparnassu (1927),
- Мистр Ипокрас … / Mistr Ipokras, mastičkář drkolenský (1928),
- Мариша / Maryša (1940),
- Новые одежды короля / Císařovy nové šaty (1947),
- Опера в пути / Opera z pouti (1955),
- Пожалуйста, прости / Račte odpustit (1956),
- Евгений Онегин / Evžen Oněgin (1957)

## Избранная фильмография

### Режиссерские работы
- 1939 — Вера Лукашова / Věra Lukášová (сценарист)
- 1950 — Жажда жизни / Chceme zít (сценарист)

## Музыка к кинофильмам
- 1932 — Перед аттестатом зрелости / Before the Finals
- 1947 — Сирена / Siréna
- 1948 — Хищники / Dravci
- 1950 — Жажда жизни / Chceme zít
- 1953 — Предупреждение / Výstraha
- 1955 — Путешествие к началу времён / Cesta do praveku
- 1955 — Псоглавцы